# Ozero Potsech
Ozero Potsech (ryska: Озеро Поцех) är en sjö i Belarus.   Den ligger i voblasten Vitsebsks voblast, i den norra delen av landet, 200 km norr om huvudstaden Minsk. Ozero Potsech ligger 127 meter över havet. Arean är 5,5 kvadratkilometer. Den sträcker sig 3,4 kilometer i nord-sydlig riktning, och 3,9 kilometer i öst-västlig riktning.
Omgivningarna runt Ozero Potsech är en mosaik av jordbruksmark och naturlig växtlighet. Runt Ozero Potsech är det glesbefolkat, med 16 invånare per kvadratkilometer.